# 3+2 (banda bielorrusa)
3+2 (o también conocidos como Three Plus Two) es un grupo bielorruso que representó a su país en el Festival de la Canción de Eurovisión 2010, que se celebró en Oslo, Noruega.

## Integrantes
3+2 inicialmente se componía de Artyom Mihalenko, Elgiazar Farashyan y Yulia Shisko, agregándose más tarde dos coristas: Alyona Karpovich y Ninel Karpovich, las cuales son hermanas gemelas, Alena es la castaña y Ninel la rubia. El nombre del grupo proviene de su número de integrantes: 3 mujeres y 2 hombres.

### Alena & Ninel Karpovich
Alena Karpovich (en bielorruso, Алена Карповіч) y Ninel Karpovich (en bielorruso, Нинель Карпович) son un dúo musical de hermanas gemelas bielorrusas.
Nacieron el 3 de marzo de 1985 en Minsk Bielorrusia.
Son actualmente miembros del grupo de pop 3+2, que representó a Bielorrusia en el Festival de Eurovisión 2010 en Oslo Noruega.
Fueron las finalistas en el programa de televisión Nuevas Voces de Bielorrusia igual a Star Factory y consiguieron un trabajo en la orquesta principal de Bielorrusia.
Durante un proyecto musical de la televisión Tribunal las gemelas se convirtieron en dos de los miembros del grupo pop 3+2 y que representó a Bielorrusia en la gala final de Festival de Eurovision 2010 celebrada el 29 de mayo de 2010 en Oslo Noruega.
Las hermanas también tenían su propia entrada en la preselección de Bielorrusia, celebrada con anterioridad.
Originalmente, el grupo fue conformado para participar en la preselección bielorrusa Muzykaínyj sud (Tribunal musical), organizada por la Obshchenatsionálnoye Televídeniye (ONT), debido a que la Belaruskaja Tele-Radio Campanija le había cedido los derechos para realizar la preselección nacional. A pesar de haber clasificado a la final, la canción no ganó la preselección, ganándola Artyom Mihalenko (uno de los integrantes del grupo) con la canción "Don't play in love".
Luego de que la UER decidiera no aceptar a la ONT como miembro pleno del ente radiodifusor, la BRTC decidió escoger internamente a sus representante, por lo que el grupo presentó su candidatura. El 25 de febrero de 2010 la BRTC anuncia a 3+2 como sus representantes en el próximo festival de Eurovisión. Aunque inicialmente se enviaría a Oslo la canción "Far away", la misma con la que habían participado anteriormente en "Muzykaínyj sud", finalmente se decidió componer una nueva canción para el grupo. Finalmente, el 19 de marzo se presenta la nueva canción, titulada "Butterflies", escrita por Maxim Fadeev y Malka Chaplin.
3+2 actuó en la primera semifinal del festival que tuvo lugar el 25 de mayo de 2010. Consiguió hacerse un hueco en la final, siendo esta la segunda vez que Bielorrusia llegaba a la gran final, que fue celebrada el 29 de mayo de 2010. Finalmente, el tema se ubicó en el 24° puesto con 28 puntos.

### Yulia Shisko
Nació el 28 de enero de 1989 en Petrikov, Bielorrusia.Pronto su padrastro,un militar,fue destinado de nuevo y Yulia,junto con sus padres se mudaron a otra ciudad.Después de mudarse la familia se separó.Su madre tomó el divorcio difícil.Dejó Yuliya en el cuidado de su abuela y se movió en una dirección desconocida.

## Primeros años
Desde la misma infancia de la niña considera que la educación sea un paso hacia el éxito y fue excelente en sus estudios.Ella soñaba con una carrera de cantante de ópera y del gran escenario.Estaba segura de que ella heredó la capacidad vocal de su madre.Después de la novena forma entró en una escuela de música,departamento de dirección coral.Ser un estudiante universitario que vio un anuncio de la emisión a la televisión muestran Nuevas Voces de Bielorrusia.Ella preparó el vestuario y ensayar un programa con la maestra.El objetivo de la participación de Julia en el proyecto era demostrar que las personas con formación académica también puede ser popular y exitoso.
Yulia se convirtió en uno de los finalistas del programa de televisión y obtuve una invitación a la orquesta principal estado de Bielorrusia.
Carrera
Ella obtiene una educación superior en el departamento de música de la Universidad Estatal de Bielorrusia de la Cultura.Ella confesó que puedan imágenes de punto de cruz de complejidad diferentes durante toda la noche. A ella le gusta la presentación de obras acabadas a amigos y familiares y ver a sus ingenuas sonrisas.Ella agradece la decencia y la disciplina en las personas,y trata de desarrollar la misma en sí misma.A ella le gusta la música sinfónica y las películas tipo.Ella está muy interesada en las lenguas extranjeras.Ella sueña de una gran familia unida.Ella considera que la persistencia,la libre determinación y la decencia que sus virtudes principales.
Eurovisión Yulia junto con la voluntad de representar a Bielorrusia en el Festival de Eurovisión 2010.